# Arena Corinthians
Arena Corinthians, také Arena de São Paulo, je sportovní stadion nacházející se v brazilském São Paulu. Je domovským stadionem fotbalového klubu SC Corinthians Paulista. Jeho kapacita je až 47 605 diváků. S tímto počtem sedadel patří mezi pátý největší fotbalový stadion v Brazílii, který slouží pro nejvyšší brazilskou ligu. V roce 2024 se na tomto stadiónu odehrál zápas v rámci základní části National Football League mezi týmy Green Bay Packers a Philadelphia Eagles, zápas skončil výhrou Eagles 34:29.

## FIFA World Cup 2014
Stadion hostil šest zápasů v průběhu Mistrovství světa ve fotbale 2014. Dne 12. června 2014 se zde pořádal zahajovací ceremoniál a následně i úvodní zápas mezi Brazílií a Chorvatskem. Z důvodu požadavku FIFA musela být na Mistrovství světa ve fotbale 2014 zvýšená kapacita stadionu na 65.000 sedadel. Požadavkům bylo vyhověno, byla přidána dočasná sedadla, které byla po skončení turnaje odstraněna. Po rekonstrukci měl stadion kapacitu 63.267 míst.

## Odehrané zápasy MS ve fotbale 2014 v Areně Corinthians
| Datum            | Tým #1     | Výsledek               | Tým #2     | Návštěvnost |            |
| ---------------- | ---------- | ---------------------- | ---------- | ----------- | ---------- |
| 12. června 2014  | Brazílie   | 3-1                    | Chorvatsko | 62,103      | Skupina A  |
| 19. června 2014  | Uruguay    | 2-1                    | Anglie     | 62,575      | Skupina D  |
| 23. června 2014  | Nizozemsko | 2-0                    | Chile      | 62,996      | Skupina B  |
| 26. června 2014  | S. Korea   | 0-1                    | Belgie     | 61,397      | Skupina H  |
| 1. července 2014 | Argentina  | 1-0 (a.e.t)            | Švýcarsko  | 63,255      | 16. kolo   |
| 9. července 2014 | Argentina  | 0-0 (a.e.t) (Pen. 4-2) | Nizozemsko | 63,267      | Semifinále |